# Titus Clodius Pupienus Pulcher Maximus
Titus Clodius Pupienus Pulcher Maximus war ein römischer Senator und Sohn des Kaisers Pupienus.
Seine Ämterlaufbahn ist in einer Ehreninschrift aus Tibur festgehalten: Seine Karriere begann mit dem Amt des triumvir monetalis, wo er als einer von drei Münzmeistern die Prägung der Münzen überwachte. Frühzeitig wurde er in das Priesterkollegium der Quindecimviri sacris faciundis berufen.
Als quaestor candidatus, vom Kaiser persönlich nominiert, trat er in den Senat ein. Es folgte das Amt des praetor urbanus, in dem er richterliche Aufgaben in Rom wahrnahm, bevor er als curator rei publicae Catinensium die Verwaltung der sizilianischen Stadt Catina übernahm; es folgte das Prokonsulat in der Provinz Macedonia.
Um 227/228 wurde Titus Clodius durch kaiserliches Urteil (iudicium sacrum) beauftragt, Volkszählungen in der Provinz Belgica durchzuführen. Weitere Kuratorenämter führten ihn nach Nordafrika als curator rei publicae Leptimagnensium et Tripolitanorum, verantwortlich für die Verwaltung der Stadt Leptis Magna und der Region Tripolitanien, und nach Beneventum als curator rei publicae Beneventanorum, wo er die Finanzen und Verwaltung dieser Städte lenkte. Als vice operum publicorum war er zudem stellvertretend für öffentliche Bauwerke zuständig, möglicherweise in Rom.
Vor dem Jahr 238 erreichte Titus Clodius das Suffektkonsulat. Nach seinem Konsulat wurde er curator aedium sacrarum et operum publicorum, verantwortlich für die Instandhaltung der heiligen Tempel und öffentlichen Bauwerke Roms.